# Jack St. Clair Kilby
Jack St. Clair Kilby (Jefferson City, 8 novembre 1923 – Dallas, 20 giugno 2005) è stato un ingegnere elettrotecnico statunitense.
Realizzò il primo circuito integrato nel 1958 mentre stava lavorando alla Texas Instruments (TI), nello stesso periodo in cui Robert Noyce creava il suo primo microchip alla Fairchild Semiconductor (anche se il brevetto di Noyce arrivò 6 mesi dopo).

## Biografia

### Origini e formazione
Kilby nacque a Jefferson City nel Missouri da Hubert Kilby e Vina Freitag di origini inglesi e tedesche. Passò gran parte della sua gioventù a Great Bend, Kansas e si diplomò alla Great Bend High School. Kilby conseguì la laurea alla Università dell'Illinois all'Urbana-Champaign nel 1947, in Ingegneria elettrica. Ottenne un master's degree all'Università del Wisconsin nel 1950, mentre lavorava al Centralab in Milwaukee.

### L'attività alla Texas Instruments
Nell'estate del 1958, Kilby era un ingegnere neo assunto alla Texas Instruments e non aveva ancora diritto alle ferie estive. Egli passò l'estate lavorando su un problema nella progettazione dei circuiti che era comunemente chiamato la tirannia dei numeri e finalmente arrivò alla conclusione che la realizzazione di un gran numero di componenti su un singolo pezzo di semiconduttore fosse la soluzione al problema.
Il 12 settembre presentò le sue ricerche ad alcuni dirigenti della Texas Instruments. Mostrò loro un pezzo di germanio con un oscilloscopio attaccato, premette un interruttore, e l'oscilloscopio mostrò un'onda sinusoidale, provando che il suo circuito integrato funzionava e che in tal modo aveva risolto il problema. Un brevetto per i "Circuiti elettronici miniaturizzati", il primo circuito integrato, fu ottenuto il 6 febbraio 1959. Oltre a quello sui circuiti integrati, Kilby è conosciuto per brevetti relativi alle calcolatrici portatili e alle stampanti termiche. In totale egli ottenne circa 60 brevetti.

### Gli ultimi anni e la morte
Dal 1978 al 1985, insegnò Ingegneria elettrica al Texas A&M University. Kilby morì il 20 giugno 2005 all'età di 81 anni, a Dallas Texas dopo una breve battaglia con il tumore (linfoma non Hodgkin).

## Riconoscimenti
- Per l'invenzione dei circuiti integrati fu insignito del Premio Nobel per la fisica nel 2000.
- Il Jack Kilby Computer Centre al Merchiston Campus dell'Università Napier a Edimburgo è intitolato a suo nome.

## Brevetti selezionati
- US3138743 Archiviato il 17 ottobre 2017 in Internet Archive. — circuito elettronico miniaturizzato
- US3138747 Archiviato il 17 ottobre 2017 in Internet Archive. — Dispositivo del circuito semiconduttore integrato
- US3261081 Archiviato il 17 ottobre 2017 in Internet Archive. — Metodo di fabbricazione dei circuiti elettronici miniaturizzati
- US3434015 Archiviato il 17 ottobre 2017 in Internet Archive. — Condensatore per miniaturizzare circuiti elettronici o simili